# Curcuma caesia
Espèce
Classification phylogénétique
Le Curcuma noir (Curcuma caesia) est une plante vivace avec un rhizome bleu-noir, native du Nord-Est et Centre de l'Inde. Le Curcuma noir est aussi trouvé plus rarement dans les montagnes Papi Hills (en) du district d'East Godavari et dans le district de West Godavari , ainsi que le district du Khammam de l'État du Sud Andhra Pradesh.

## Introduction
Le rhizome du Curcuma noir a un intérêt économique important grâce à ses propriétés médicinales. Dans l'Ouest du Bengale, le rhizome est utilisé en Kali Puja, d'où l’appellation de la plante par le nom Kali Haldi. Par étymologie, Kali est le féminin de Kala, la couleur noire donnant son nom au Curcuma noir. Cette espèce est considérée en voie de disparation par l'Office des Forêts d'Inde à cause de son commerce illégal.[réf. nécessaire]
durgsingh kumpawat

## Noms communs
Hindi: काली हल्दी Kali Haldi, Nar Kachura, कृष्ण केदार Krishna kedar; Manipuri: Yaingang Amuba or Yaimu; Marathi: काला हल्दी Kala-haldi; Telugu: Nalla Pasupu; Kannada: kariarishina, naru kachora; Bengali: Kala haldi; Mizo: Aihang, Ailaihang; Assamese: kala haladhi; Nepalese: कालो हलेदो Kaalo haledo; Malayalam: Kari manjal; Sanskrit: Rajani, Nishaa, Nishi, Raatri; Malay: Black Haldi, Black curcuma, Kunyit Hitham, Temu Hitham; Arabic: Gadwâr Aswad; French: Zédoaire Noir; German: Schwarze Zedoarwurzel; Italian: Zedoaria Nera; Turkish: Kara Cadvar

## Morphologie
Le rhizome est tubéreux avec une odeur de camphre sucré; environ 2–6 cm de diamètre, la taille et la forme sont variables. Il est aplati latéralement et couvert de racines adventives, de cicatrices et nœuds; de plus, il montre des rides circulaires longitudinales sur la surface lui donnant une apparence de zones noueuses et inter-nouées. La surface est d'un brun pâle, et bleu-noir à l’intérieur (comme la peau des dieux hindous: Kali, Rama, Krishna, et Shiva ). Il a des arrangements circulaires de feuilles réduites à des écailles, qui donne l'impression erronée d'une pousse en forme de cercles concentriques. Sur la surface, on trouve les longues racines adventives fibreuses. Les feuilles sont par groupe de 10-20, chaque feuille est large, oblongue, lancéolée et glabre. La partie du milieu de la feuille a des nuages d'une couleur profonde pourpre. Le pétiole est ivoire et s'entoure sur lui-même formant un pseudo-axe. La variation est parallèle et typique des monocotylédones. L'inflorescence est en forme de piques de 15–20 cm de long, qui apparaît bien avant l'ouverture de la feuille, les bractées sont vertes, les bractées de coma sont rouge profond, puis rouge crimson en vieillissant. Les fleurs sont plus petites que les bractées, jaune pâle à bord rougeâtre. Le Calyx est obtus et long de 10–15 mm, à 3 dents, et la corolle est longue et tubulaire, la lèvre est jaune pâle - 3 lobes semi-elliptiques. Le rhizome ressemble un peu à celui gris du Curcuma Aeruginosa.

## Constituants chimiques
Les recherches sur les composés volatils huileux du rhizome de Curcuma caesia donnent l'identification de 30 composés, représentant 97,48 % des huiles essentielles, avec camphre (28,3 %), ar-turmérone (12,3 %), (Z)-ocimène (8,2 %), ar-curcumène (6,8 %), 1,8-cinéole (5,3 %), élémène (4,8 %), bornéol (4,4 %), bornyl acétate (3,3 %) et curcumène (2,82 %).[réf. nécessaire]

## Utilisations médicinales
Les rhizomes sont utilisés pour frictionner le corps après un bain turc. Au Bengale, il est utilisé comme le curcuma frais. Les rhizomes sont souvent utilisés par les tribus Baiga, Sahariya, Agariya, Gond, Korku, ainsi que d'autres tribus des communautés de Mandla, Balaghat, Chhindwara, Anooppur, et Dindori; districts de l'État Madhya Pradesh pour traiter la pneumonie, la toux, et les coups froids chez l'enfant, et pour la fièvre et l'asthme chez l'adulte. Dans l'Inde du Nord-Est, la poudre de rhizome est utilisée par les femmes tribales  sur leur visage lors des fiançailles et mariages. Le rhizome frais est écrasé et appliqué comme une pâte sur le front pour soulager la migraine; et appliqué sur le corps contre les entorses et bleus. Dans le district de Lohit, les tribus Arunachal Pradesh et Kanti appliquent la pâte du rhizome frais sur les morsures de serpent et piqûres de scorpion.Les rhizomes auraient peut-être des propriétés actives contre les leucodermes, l'épilepsie, le cancer et le sida[réf. nécessaire]. Les Gonds de Bastar l'appliquent sur les hydrocèles en cataplasme de feuille de Betel. La prise orale de petite quantité de rhizome en pâte serait utile pour expulser les gaz de l'estomac et guérir les problèmes de menstruation.

## Occulte
Le Curcuma noir aurait des pouvoirs magiques. Au Chattisgarh, des tribus font des pâtes du rhizome avec de l'urine de vache et appliquent la mixture sur le front, et comme la tribu des Bindis y ajoutent aussi du sang, pour les pratiques Vasikaran et Tantra. Certaines tribus croient que le rhizome agit comme un talisman qui éloignerait les mauvais esprits. D'autres croient que le rhizome a la forme de la déesse Kali et en portent toujours un sur eux. Certaines organisations hindoues vendent le rhizome en pâte pour l'utilisation du Tilak, avec la croyance que cela enlève toute forme de magie noire.

## Culture et récolte
La culture et la récolte sont similaires à celles du curcuma de cuisine. Dans les champs, les rhizomes sont lavés, ensuite mis dans des chaudrons avec couvercle et bouillis 30 minutes jusqu’à que la mousse déborde et qu'une forte odeur s'en dégage. On enlève les rhizomes quand 1/3 de l'eau a disparu. Ils deviennent mous et changent de couleur en passant du bleu-noir au marron clair ou foncé. Ensuite, ils sont séchés au soleil, de 10 à 15 jours, jusqu'à leur durcissement.